# 황철나무
황철나무(Populus maximowiczii)는 버드나무과의 갈잎큰키나무이다. 높이 30m, 줄기 지름 1m까지 자라며, 만주, 중국, 일본, 러시아 극동 지역과 한국의 중부 이북에서 산다.

## 생김새
잎은 어긋나기 하며 두껍다. 짧은 가지의 잎은 타원형 또는 넓은 타원형이며 길이 3-8cm로 끝이 뾰족하고, 밑부분은 심장 모습 비슷하다. 물결 모양의 잔 톱니가 있으며 표면은 녹색이고 뒷면은 흰빛이 돌며 전체에 털이 있거나 맥 위에만 털이 있다. 잎자루는 길이 1-4cm로 짧은 융털이 있다. 긴 가지의 잎은 달걀모양 또는 넓은 타원형이며 길이 12-20cm로 끝이 뾰족하고 아랫부분은 동그랗다. 표면은 녹색, 뒷면은 백색이다.
꽃은 4월에 잎보다 먼저 꼬리모양꽃차례로 피고 암수딴그루이다. 수꽃은 길이 5-10cm로 30-40개의 수술이 있으며, 암꽃은 길이 10-20cm이다.
열매는 삭과로 넓은 달걀모양이고 5월에 성숙하며 늘어진다. 길이 3-6mm이고 털이 없다.
줄기는 높이 30m, 지름 1m로 줄기가 곧고 나무껍질은 회색이었다가 점차 터지면서 흑갈색으로 되며 가지는 둥글고 털이 있다. 동아가 끈적거리며, 털이 있다. 가지가 많이 나와 원뿔 모양의 수형을 이룬다.
씨는 긴 타원형으로 털이 없다. 아래쪽은 넓고 둥글며, 꼭대기는 약간 좁아진다. 표면에 굴곡이 있고 황갈색으로 광택은 보통이다. 길이는 6.9±0.4mm, 너비는 2.8±0.5mm, 두께는	1.8±0.4mm이며, 무게는 1000 알 평균 10.81g이다.

## 쓰임새
황철나무 목재는 가볍고 연하여 힘을 받는 곳에는 쓸 수가 없어 펄프, 젓가락, 단판, 상자, 성냥 등을 만드는 데 사용한다. 또 호수 주변이나 습기가 많은 지역에 조림수로 이용된다. 또, 농·산촌의 환경 개선 조림에 좋은 나무이다.

## 한국의 황철나무
창경궁에 아름드리 황철나무 두 그루가 자라고 있는데, 조선 말기에 그려진 〈동궐도〉(東闕圖)에는 보이지 않고 또 궁궐에 꼭 있어야 하는 나무도 아니므로, 일제강점기에 창경궁을 창경원으로 바꿀 때 심은 것으로 보인다.

## 비슷한 나무
- 털황철나무(P. maximowiczii var. barbinervis) : 황철나무의 변종이다. 잎이 긴 타원형이거나 달걀모양이며, 뒷면의 털이 없어지고 주맥에만 남아있다.[2]
- 물황철나무(P. koreana) : 강원도, 평안도, 함경도에 살며, 잎 표면에 주름이 많고 향기가 있다.[1]